# Сангуили, Мануэль
Мануэль Сангуили (7 февраля 1933, Гавана — 15 ноября 2022) — кубинский пловец, участник летних Олимпийских играх 1952 (Хельсинки) и 1956 (Мельбурн) годов. Знаменосец Кубы на Олимпийских играх 1956 года. 

## Биография
В дебютной Олимпиаде 1952 года занял пятое место в заплыве на 200 метров брассом и не смог пройти в полуфинал. На второй своей Олимпиаде,  в Мельбурне, стал знаменосцем кубинской команды на церемонии открытия. На дистанции 200 метров брассом вышел в финал, заняв седьмое место.
Участник Панамериканских игр. Завоевал серебро на дистанции 200 метров брассом в 1955 году и бронзу на той же дистанции в 1959 году.
Участник Центральноамериканских и Карибских игр. Выиграл золото на дистанции 200 метров брассом и серебро на дистанции 200 метров баттерфляем на Играх 1954 года.
Позже Сангили эмигрировал в Соединенные Штаты, где изучал медицину в Университете штата Огайо, а затем работал врачом общей практики в Тарритауне, штат Нью-Йорк.
В августе 2010 года Сангили, которому тогда было 77 лет, был приговорен к 30 месяцам тюремного заключения за крупномасштабное мошенничество с рецептами. Ранее он признался, что выписал пациентам более 2000 рецептов на препараты для роста мышц, ни с одним из которых он не встречался лично. Он работал с оператором дистрибьюторской компании над соответствующими препаратами и заработал более 50 000 долларов США.
Мануэль Сангийли умер 15 ноября 2022 года в результате заражения SARS-CoV-2.